# اکسا اکس‌ال
اکسا اکس‌ال (انگلیسی: Axa XL) شرکت بیمه آمریکایی است، که در سال ۱۹۸۶ تأسیس شد.